# Josiah Willard Gibbs
Josiah Willard Gibbs   (New Haven, 11 de febrer de 1839 - New Haven, 28 d'abril de 1903) fou un físic, químic i matemàtic estatunidenc, professor de la Universitat Yale, considerat un dels fundadors de la termodinàmica així com de la química física.

## Biografia
Va estudiar a la Universitat Yale, on va rebre, l'any 1863, el primer doctorat en Filosofia atorgat en enginyeria als Estats Units por la seva tesi “On the Form of the Teeth of Wheels in Spur Gearing" en la qual feia servir mètodes geomètrics per investigar la optimizació del disseny dels engranatges.
Com a matemàtic, va inventar l'anàlisi vectorial. En gran part és gràcies a Gibbs que moltes de les teories físiques i químiques han sigut desenvolupades, perquè l'anàlisi vectorial ha sigut una gran ajuda. Les seves investigacions sobre aquesta matèria es van publicar entre 1876 i 1878 en els annals de l'Acadèmia de Ciències de Connecticut, en el seu estat natal, però no es van divulgar a Europa fins a l'any 1890, gràcies al químic alemany Wilhelm Ostwald.
En aquesta data ja s'havien obtingut els principals avenços en termodinàmica, però es va reconèixer a Gibbs la prioritat dels seus descobriments. Per aquests descobriments li van atorgar la major distinció possible donada per la comunitat científica internacional d'aquell temps, donada només a un científic l'any: la medalla Copley de la Royal Society de Londres.